# Zéro déchet

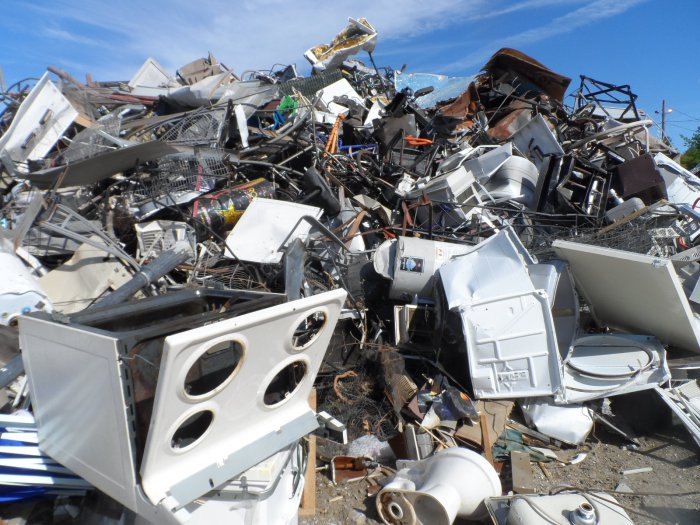
Le mouvement zéro déchet s'oppose aux modes de traitement des déchets polluants et à ceux qui détruisent inutilement des ressources.

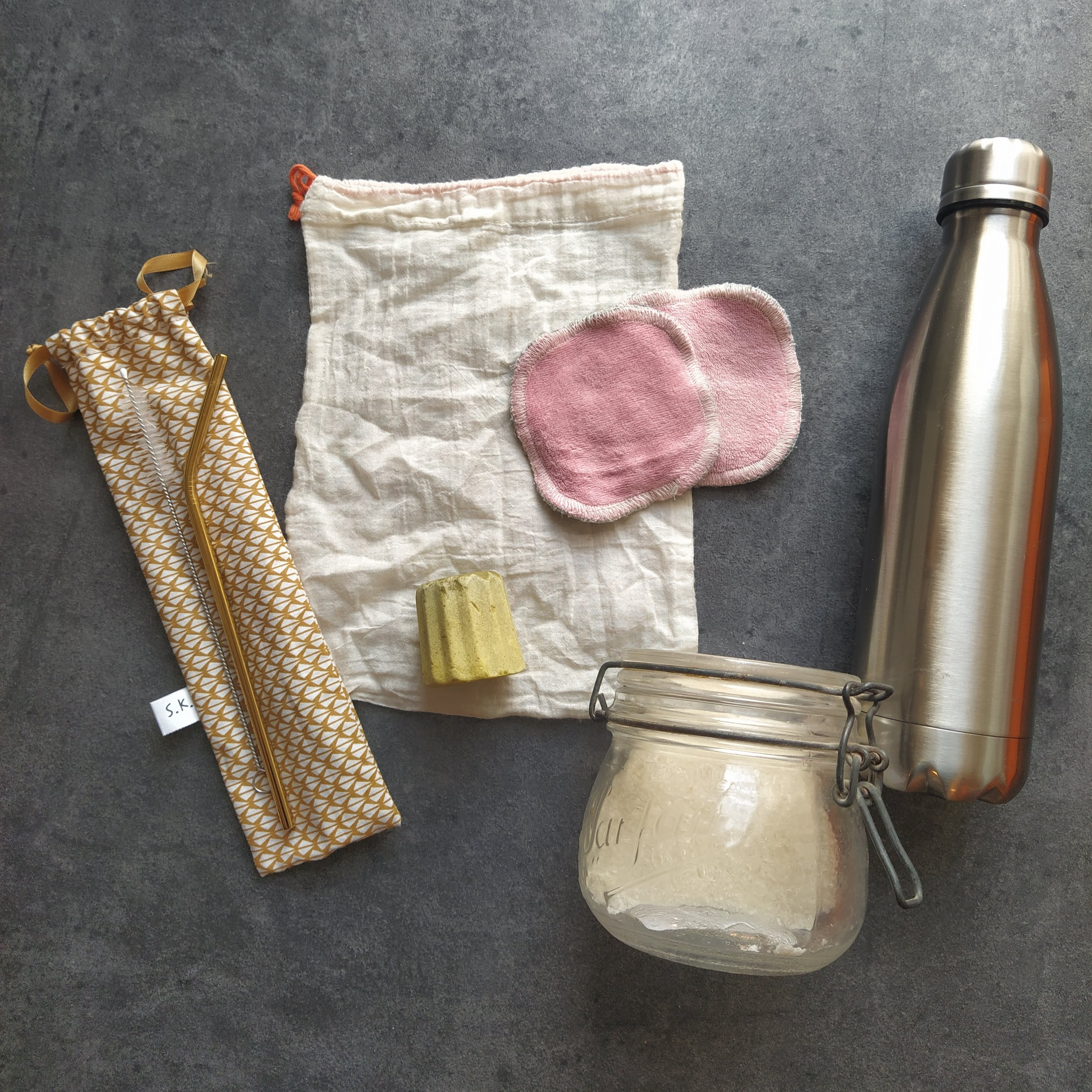
L'un des principes du zéro déchet est d'éviter les produits jetables en les remplaçant par des alternatives réutilisables.

Le zéro déchet (de l'anglais zero waste) est un mouvement de protection de l'environnement qui vise à réduire le gaspillage de ressources, la quantité de déchets émis et leur toxicité. Il s'oppose à la production d'objets à usage unique et à certains modes de traitement des déchets (décharge, incinération, etc.). Il est parfois appelé zero waste, pour maintenir le double sens du mot « waste », qui signifie à la fois « gaspillage » et « déchet » en anglais.
Le mouvement zéro déchet appelle à agir à la fois individuellement et collectivement. Au niveau individuel, il s'agit de choix de consommation : usage de produits réutilisables (gourdes, etc.), préférence pour le réemploi et la réparation, ou achats alimentaires sans emballage jetable (vrac, consigne). Au niveau collectif, des actions visent à modifier les réglementations et à transformer les pratiques industrielles dans le sens d'une réduction de leur impact environnemental.
Le zéro déchet relève d'une approche systémique : il propose d'agir à toutes les étapes de la fabrication des biens et services (conception, production, distribution) pour réduire le gaspillage, les déchets ultimes et les substances toxiques émises. Il s'inscrit dans une logique de sobriété ou d'économie circulaire et s'oppose au productivisme et à l'extractivisme.

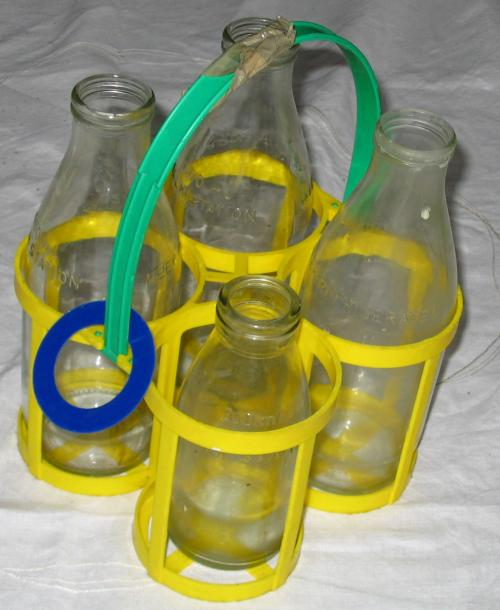
L'un des principes du zéro déchet est de remplacer les emballages obsolescents par des emballages réutilisables (ici bouteilles consignées et/ou réutilisables).

## Contexte
99 % des ressources prélevées dans la nature sont reléguées au rang de déchet en moins de quarante-deux jours, provoquant un grand gaspillage d'énergie grise,, et de matière. La première définition du « zéro déchet » a été initiée lors du Planning Group of the Zero Waste International Alliance en novembre 2004. Une version revisitée a été adoptée en 2009. L'industrie de l'incinération promet de réduire le nombre de décharges, tout en valorisant l'énergie que recèlent les déchets (la moitié de cette énergie est dite renouvelable, l'autre moitié est dite de récupération, c'est la raison pour laquelle on parle maintenant d'énergie renouvelable et de récupération). Mais il apparaît que l'empreinte en carbone des incinérateurs est élevée. Le taux de pollution aux dioxines à Ivry-sur-Seine est élevé.
Mentionnons le cas particulier des déchets du BTP, qui représentent 70 % des déchets, et sur lesquels un effort tout particulier doit porter, d'autant plus que le sable est en cours d'épuisement.

### Plastiques
L'introduction de nouvelles entités dans l'environnement, en particulier des plastiques, constitue une limite planétaire désormais franchie.
Selon Reporterre, le recyclage des plastiques n'est pas la solution : il faut réduire notre consommation de plastiques, sinon les micro-particules et nanoparticules de plastique risquent d'envahir l'environnement,,. Le recyclage chimique du plastique commence à émerger. Selon Yale Environment 360, l'« atmosphère regorge de particules de plastique, mais les scientifiques ne peuvent pas toutes les détecter »,.
L'usure des pneumatiques serait la première source de microplastiques détectés dans les océans, à l'instar de l'usure des vêtements en fibres synthétiques. Un quart des nanoplastiques retrouvés au Groenland est imputable à l'usure des pneus. Les micro-plastiques ont une influence sur l'écologie microbienne.
Les émissions de CO2 liées à la fabrication du plastique croissent à un rythme élevé.
Les trois ONG Zero Waste France, Surfrider Foundation Europe et ClientEarth mettent en 2022 neuf entreprises de l'agroalimentaire en demeure de « se déplastifier ». Mis à part le PET, on devrait parler de décyclage (en anglais : downcycling) plutôt que de recyclage du plastique[pourquoi ?], selon Reporterre.

### Électronique
L'obsolescence programmée est particulièrement préjudiciable dans le cas de l'électronique.

## Hiérarchie des déchets
L'approche « zéro déchet » propose donc une gestion alternative des déchets, bien moins coûteuse en ressources que la gestion conventionnelle, dans laquelle de nouvelles ressources sont constamment utilisées afin de remplacer les ressources perdues par enfouissement ou incinération. Par ailleurs, l'approche « zéro déchet » a pour conséquence une réduction importante de la pollution générée par ce processus, la mise en décharge et l'incinération étant réduites au minimum. Elle est alors aussi une source d'emplois locaux pérennes et non-délocalisables, dans le cadre d'une économie plus circulaire.
Schématiquement, en commençant par la sobriété, il est possible de résumer la stratégie « zéro déchet » en trois points :
1. supprimer le recours à l'incinération des déchets et structurer le système de collecte des déchets de manière à :
  1. augmenter la quantité de matière différenciée récupérable (pour les particuliers cela signifie séparer les différents types de déchets et notamment la matière organique pour la fabrication de compost[25], ce d'autant plus que la pénurie de phosphore est avérée),
  2. optimiser la qualité de la matière recyclable, ce qui aura pour conséquence de réduire simultanément la quantité de déchets produite ;
2. encourager la réutilisation des matériaux recyclés par les industriels, la réparation des objets par les particuliers, et promouvoir les modes de vie qui réduisent la quantité de déchets produite (par exemple, utiliser l'eau du robinet, éventuellement filtrée à domicile, plutôt que l'eau en bouteille ou acheter en vrac et ainsi réduire les déchets d'emballage ou fabriquer ses propres produits d'entretien) ;
3. soutenir la conception et la fabrication par l'industrie de produits entièrement recyclables, réutilisables et réparables.

De même, la valorisation sous forme de matière de la biomasse est prioritaire par rapport à la valorisation énergétique, (voir Bois-énergie : Caractère renouvelable). The Shift Project préconise de recycler les nutriments à grande échelle, qu'il s'agisse de biodéchets ou d'excreta humains.
Zero Waste Europe a défini une hiérarchie du « zéro déchet ».

## Exemples d'application
L'exemple classique fourni par le mouvement Rifiuti Zero italien est celui du cycle de vie d'une bouteille de lait en verre. La ressource initiale est la silice, transformée en pâte de verre à haute température, puis en bouteille. La bouteille est remplie avec du lait et distribuée aux consommateurs.
À l'heure actuelle, la méthode conventionnelle de gestion des déchets consiste soit à jeter la bouteille en décharge, soit à l'incinérer avec d'autres déchets, pour la transformer en mâchefer et en déchets ultimes toxiques, soit à la recycler (mais cela nécessite presque autant d'énergie que lors de sa production). L'approche « zéro déchet » est tout autre : la bouteille peut être consignée au moment de l'achat dans un magasin, puis rapportée après utilisation. La bouteille est ensuite lavée, remplie de nouveau de lait et revendue. La seule ressource utilisée est alors l'eau de rinçage, et la consommation d'énergie est réduite au minimum.

## En Europe
Les années 2010 ont vu une très forte augmentation du secteur de la vente en vrac en Europe. Il est estimé qu'en 2023, la quantité d'emballage que les magasins de vente en vrac auront permis d'économiser dans l'Union européenne est d'environ 5 500 tonnes.

### Zero Waste Europe
En Europe, plus de 400 villes ont rejoint le réseau Zero Waste et ont initié un changement de gestion des déchets, considérant que le déchet devait être une ressource et non plus un détritus .
À l'échelle européenne, l'association Zero Waste Europe regroupe les acteurs du « zéro déchet », en leur apportant des outils de recherche et de savoir mais aussi une structure plus organisée et capable d'être représentée à l'échelle internationale.

### Union européenne

#### Espagne
Dans le Pays basque espagnol, dans la ville d’Hernani, les habitants se sont mobilisés dès 2002 contre la construction d’un incinérateur, après l’annonce de la fermeture imminente de la décharge. Ils ont réalisé une vidéo sous la forme d’un flash mob. À la suite de cette action citoyenne, la ville a mis en place à partir de 2010 un système de collecte de déchets en porte-à-porte avec pesée et ségrégation des déchets ménagers, qui comprend du compostage.
Cette ville n’est pas la première à avoir adopté ce système. C’est la ville d’Usurbil la première qui, dès 2008, a changé sa gestion des déchets et qui, après deux ans, a réussi à séparer jusqu’à 88 % des déchets grâce au système de porte-à-porte.
En Catalogne, en 2004, à Argentona, la collecte en porte-à-porte a été introduite.

#### France

Logo « Territoire ZDZG »

En France, l'association Cniid (Centre national d’information indépendante sur les déchets), créée en 1997 et devenue Zero Waste France, en 2014, soutient les projets zéro déchet.
En septembre 2014, le ministère de l'Écologie a lancé un appel à projets des « Territoires Zéro Déchet Zéro Gaspillage » (TZDZG). 58 territoires ont été retenus dans le premier appel à projets en 2014 et 95 territoires en 2015. Si de nombreux syndicats de déchets ont été retenus, en proposant des démarches assez conventionnelles de réduction des déchets, des villes comme Roubaix et Miramas ont aussi été retenues, proposant des démarches innovantes en partant des citoyens. Le syndicat du Smicval à Libourne, également Territoire ZDZG, a mis en place en 2016 une déchèterie-ressourcerie particulièrement innovante.
L'ADEME, ayant engagé un dispositif de suivi tout au long des 4 ans (2016-2018) de mise en œuvre des programmes « Territoires Zéro Déchet, Zéro Gaspillage » (TZDZG), a réalisé en juillet 2020, le bilan de l'appel à projets.

#### Italie
La première ville italienne à adopter la stratégie « zéro déchet » est Capannori (Toscane). Au 27 mars 2012, 72 communes italiennes adoptent la stratégie « zéro déchet », représentant une population totale de 2 230 560 habitants. Le père fondateur du mouvement en Italie est Rossano Ercolini. Enseignant et militant, il obtient le prix Goldman 2013, souvent décrit comme le prix Nobel de l'environnement. Il est aujourd'hui le président de Zero Waste Europe.
Dans la province de Trévise, les habitants ont diminué leur nombre de déchets en cinq ans passant de plus de 300 kg par an par habitant à 50 kg.

### Suisse
En Suisse, le taux de collecte est de 53 % en 2019 (compostage compris). Mais la masse totale de déchets urbains est très élevée, qui atteint 671 kg par habitant en 2022 (321 kg incinérés et 350 kg, en relation avec la haut niveau de vie.

## Dans le reste du monde
Il existe de nombreux exemples de par le monde de mise en œuvre réussie d'une telle stratégie.

### Exemple de San Francisco
La ville de San Francisco (États-Unis) est l'une des premières villes du monde à avoir l'objectif d'atteindre le 100 % recyclé ou composté, décision prise depuis un vote en 2002. En 2012, le seuil de 80 % est atteint ; la ville vise l'objectif d'atteindre 90 % en 2030, puis 100 % à terme. En comparaison, la moyenne américaine est d'environ 34 % de déchets recyclé ou composté.
Pour cela la ville a mis en place la collecte directement au bas de l'immeuble. Chaque jour des officiers de la ville vérifient les conteneurs – verts pour le compost, bleus pour les déchets recyclable et noirs pour les détritus non recyclables – et dans le cas où les déchets sont mal triés, ils y apposent un message à l'attention des locataires ou propriétaires de l'immeuble pouvant aller jusqu'à l'amende. Le tri est essentiel pour la méthode zéro déchet.
Le contenu des poubelles noires (non recyclable) est envoyé dans une décharge. Le contenu des poubelles vertes est composé à Vacaville. Le contenu des poubelles bleues (déchets recyclables à trier) est acheminé vers le grand hangar du Pier 96. Les déchets recyclables (aluminium, carton, papier, verre, plastique, etc.) y sont triés, sur mandat de la ville, par la coopérative Recology. Le triage est réparti les déchets recyclables en quatorze catégories de matériaux, dont la moitié de plastiques.
L'objectif est ainsi la valorisation complète de tous les déchets. Or cette méthode peut fonctionner grâce à un partenariat avec la Chine et le Vietnam, pays où les déchets plastiques sont recyclés. En effet, les déchets plastiques ne sont pas suffisamment traités et recyclés aux États-Unis, malgré la présence de l'usine ultra-moderne CarbonLite capable de transformer les déchets plastiques en bouteilles. Ainsi il existe une limite à cette méthode qui privilégie le recyclage des déchets à la réduction des déchets ; en juillet 2017, les autorités chinoises ont décidé de fermer leurs portes aux déchets venus de l'Occident.

## Carte heuristique
Jérémie Pichon propose une carte heuristique qui comprend :
- les courses (s'équiper de sacs en tissus et de contenants — si possible — en verre, acheter en vrac, etc.) ;
- la cuisine (faire la cuisine soi-même) ;
- l'hygiène (fabriquer ses produits ménagers soi-même) ;
- les cosmétiques (fabriquer ses cosmétiques soi-même) ;
- les fêtes (en particulier apéros sans déchet) ;
- la maison (mutualiser plutôt que posséder, réparer plutôt que jeter, acheter des vêtements d'occasion, etc.[53]).

### Filmographie
- La course au zéro déchet, documentaire de Christopher Beaver (2015)
- The Clean Bin project, documentaire de Jenny Rustemeyer & Grant Baldwin (2010)
- Citoyen 2.0, série télévisée de François-Xavier De Ruydts (2021)